# Мотивација запослених
Мотивација запослених је мотивација која помаже запосленом да ефикасније уради посао. Када су запослени мотивисани за неки рад, тада су много ефикаснији и дају боље резултате. Временом су уведене различите теорије Мотивација, које се примењују и данас. Неке од њих су: Масловљева хијерархија потреба, Теорија Х и Y, Мотивационо хигијенска теорија.

## Масловљева хијерархија потреба
Масловљева хијерархија потреба говори о томе да се потребе могу разврстати у групе и да постоји јасна хијерархија између тих група. Нижи нивои потреба се морају задовољити пре него што се активирају потребе виших нивоа.

## Теорија Х и Y
Теорија Х и Y је скуп две теорије. Теорија Х узима пример типичног радника који нема амбиције и избегава одговорност. У теорији Х се говори да су запослени ефикаснији када су под директном присмотром и када систем функционисте по принципу награђивања и кажњавања. У теорији Y за типичног радника се сматра особа која је веома амбициозна и одговорна за своје поступке. Оваквим радницима надзор није потребан јер ће увек давати свој максимум.

## Мотивационо хигијенска теорија
Теорија два фактора
Она објашњава како не постоји само повећање нивоа задовољства радника, већ и смањење незадовољства радника. Извршена је подела на мотивационе факторе, све оно што утиче да се радник осећа задовољно на свом послу, али постоје и хигијенски фактори, то су фактори које треба умањити како би се радник осећао мање незадовољно. Према овој теорији предпоставка да повећање задовољства рада запосленог смањује ниво незадовољства није тачна.